# Ewaso Ng'iro
L'Ewaso Ng'iro est une rivière du Kenya qui prend sa source sur le versant oriental du Mont Kenya et coule en direction du nord avant de prendre une direction est puis sud-est.
Le bassin supérieur du Ewaso Ng'iro a une superficie de 15 200 km2 et est continuellement alimenté par les eaux en provenance du glacier du Mont Kenya et est prisé par les adeptes du canoë-kayak en raison de ses rapides classés en catégorie V sur l'échelle internationale de classement.
À noter qu'il existe une rivière homonyme au Kenya prenant sa source sur l'escarpement de Mau puis se jetant dans le lac Natron en Tanzanie.